# Марьино (Базарно-Карабулакский район)
Марьино  — село в Базарно-Карабулакском районе Саратовской области Российской Федерации, входит в состав Большечечуйского муниципального образования.

## География
Село Марьино расположено на правом берегу реки Леляйка.
Вокруг населённого пункта имеются лесные массивы и сельскохозяйственные угодья.
Уличная сеть
В селе несколько улиц:
- Улица Московская

- Улица Новая

- Московский переулок

Географическое положение
в 25-30 км к Западу от районного центра Базарный Карабулак и в 110 км от города Саратова

## Население
| 2002 | 2010 |
| ---- | ---- |
| 283  | ↘196 |

По данным переписи населения 2010 года в селе Марьино проживало 196 человек, из них 90 мужчин и 106 женщин.

## Инфраструктура
В настоящее время в Марьино работают Дом культуры, несколько фермерских хозяйств.